# 皮耶尔保罗·克里斯托福里
皮耶尔保罗·克里斯托福里（義大利語：Pierpaolo Cristofori，1956年1月4日—），意大利男子现代五项运动员。他曾获得1984年夏季奥运会现代五项比赛男子团体金牌。他也参加了1976年和1980年夏季奥运会。